# Харкевич, Павел Хрисанфович
Павел Хрисанфович Харкевич (1896, с. Писаревка ныне Воронежской области — 1963, Москва) — советский разведчик.

## Биография
Окончил реальное училище (1916), Алексеевское военное училище (1916), восточное отделение Военной академии РККА (1923).
Участник Первой мировой войны.
В 1918 году вступил в Рабоче-Крестьянскую Красную Армию. Сотрудник специального (шифровально-дешифровального) отдела при ВЧК/ОГПУ, прикомандированый к НКИД СССР (1923—1930). Начальник 1-го сектора 2-го отдела Управления делами НКВМ и РВС СССР (1930).
С 1930 года служил в IV (разведывательном) Управлении Штаба РККА на различных должностях, в том числе начальник дешифровального отдела (1931—1939).
С февраля 1939 года состоял в распоряжении Управления по комначсоставу РККА.
В марте 1939 года был репрессирован, но через некоторое время реабилитирован.
Участник Великой Отечественной войны. Старший помощник начальника отдела по использованию опыта войны Оперативного управления штаба 2-го Украинского фронта.
Умер в 1963 г. Урна с прахом захоронена в колумбарии Донского кладбища.

## Награды
- Орден Красного Знамени.
- Орден Отечественной войны I степени.